# ناحیه تکوت
ناحیه تکوت (به عربی: دائرة تکوت) یک ناحیه در الجزایر است که در استان باتنه واقع شده‌است.